# Винклер, Гуго
Гуго Винклер (нем. Hugo Winckler; 4 июля 1863, Грефенхайнихен — 19 апреля 1913, Берлин) — немецкий востоковед-ассириолог.

## Научная деятельность
Окончил Берлинский университет. Учился у основоположника немецкой ассирологии Эберхарда Шрадера (1836—1908). Опубликовал ряд исследований, посвящённых Амарнскому архиву. В 1886 году защитил диссертацию по клинописным текстам Саргона. C 1891 года лектор Берлинского университета. С 1904 года профессор восточных языков Берлинского университета.
С 1905 по 1913 год участвовал по линии Германского археологического института в раскопках хеттского городища Хаттуса. Главным археологическим открытием экспедиции стал Богазкёйский архив.
Серьёзно подорвал своё здоровье ещё во время археологической экспедиции в Сидон, тяжело заболев малярией. В последний раз участвовал в экспедиции в 1912 году, и спустя год, вернувшись в Германию, скончался, не дожив трёх месяцев до своего пятидесятилетия.
В работах, посвящённых древневосточной культуре, сформулировал на основании новых археологических открытий критическое отношение к традиционной церковной доктрине о богодухновенности Библии и заложил основы панвавилонистского направления библейской критики.

## Научные взгляды
Традиционно считается, наряду с другим немецким ассириологом, Фридрихом Деличем, автором «теории панвавилонизма», согласно которой основные достижения всех древних цивилизаций сформировались на основе именно вавилонской традиции.
Винклер полагал, что классическую историю следует дополнить историей «Древнего Востока» или «Вавилонии», которая зафиксирована в клинописных документах. Носителями культуры Древнего Востока он считал семитов, чей язык распадался на 5 наречий: вавилоно-ассирийское, ханаанейское (еврейское и финикийское), арамейское, арабское и южно-арабское (сабейско-химьяритское). Само изобретение клинописи он приписывает доисторическим шумерам, о которых ничего определенного сказать нельзя. Первым объединителем Вавилонии Винклер считает Саргона (восточный аналог Карла Великого), при котором и был построен Вавилон. Власть Саргона распространялось на Элам, Армению, Аравию и Палестину. Основание империи совпадает с религиозной реформой, которая ставит во главе пантеона Мардука («бог весны»). Удар по могуществу Вавилонии наносят касситы и хетты. Вакуумом власти пытаются воспользоваться египтяне, которые впервые вторгаются в Палестину. Далее возродить было могущество Вавилонии пыталась Ассирия, известная в Библии из-за захвата Самарии в 722 г до н.э. Решающую роль в падении Ассирии Винклер приписывает «индогерманцам»: мидянам, киммерийцам и скифам. Затем Вавилонию пытаются возродить халдеи во главе с Навуходоносором. Далее греко-персидское соперничество в Средиземноморье привело к противопоставлению Запада и Востока. Хотя Александр Македонский субъективно стремился к возрождению Вавилонии, но эллинизм кладет конец этой культуре, поскольку «царство Селевкидов из вавилонского превращается в сирийское». Ко времени появления христианства клинопись выходит из употребления, а во время ислама Вавилония превращается в Ирак. Для нового витка развития, считал Винклер, Вавилония должна «воспринять европейскую культуру».
Винклер характеризует «вавилонскую религию» как «религию небесных светил», поэтому в римскую эпоху Вавилония была известна как «родина астрологии». Библейскую религию (иудаизм) он рассматривает в качестве иконоборческого движения внутри вавилонской религии, отмечая ряд параллелей между библейским и вавилонским повествованием (вавилонское происхождение Авраама, сходство легенд о Саргоне и Моисее).